# Flaga Łotewskiej Socjalistycznej Republiki Radzieckiej

Flaga Łotewskiej SRR z 1940 roku

Flaga Łotewskiej Socjalistycznej Republiki Radzieckiej w opisanej wersji obowiązywała od 17 stycznia 1953 roku.
Dominującym kolorem flagi była czerwień – barwa flagi ZSRR. Kolor ten od czasów Komuny Paryskiej jest symbolem ruchu komunistycznego i robotniczego, jako nawiązanie do przelanej przez robotników krwi.
Flaga w lewym górnym rogu zawierała wizerunek złotego sierpa i młota oraz umieszczoną nad nimi czerwoną pięcioramienna gwiazdę w złotym obramowaniu. Sierp i młot symbolizowały sojusz robotniczo-chłopski, a czerwona gwiazda – przyszłe, spodziewane zwycięstwo komunizmu we wszystkich pięciu częściach świata. Ponadto przez takie umieszczenie symboli flaga nawiązywała graficznie do flagi ZSRR.
Na fladze umieszczono stylizowany, biało-niebieski zarys morskich fal, co miało podkreślać związek kraju z morzem.
Flaga ta, jako radziecki symbol i oznaka zniewolenia była niepopularna w społeczeństwie łotewskim i dlatego natychmiast po odzyskaniu przez Łotwę niepodległości przywrócono historyczną flagę Łotwy z lat 1918–1940.

## Pierwotna wersja flagi Łotewskiej SRR
Pierwotna wersja flagi, obowiązująca od wcielenia Łotwy w skład Związku Radzieckiego w 1940 roku różniła się od wersji z 1953 r. Flaga z tego okresu była jednolicie czerwona, a w lewym górnym rogu, nad  skrzyżowanymi sierpem i młotem znajdował się skrót łotewskiej nazwy kraju: LPSR (od Latvijas Padomju Sociālistiskā Republika – Łotewska Socjalistyczna Republika Radziecka).